# Hortus Europae Americanus
Hortus Europae Americanus (abreviado Hort. Eur. Amer.) es un libro con ilustraciones y descripciones botánicas que fue escrito por el naturalista inglés Mark Catesby y publicado en Londres en el año 1767 con el nombre de Hortus Europae Americanus: or a Collection of 85 Curious Trees and Shrubs.